# Proseč (tvrz)
Tvrz Proseč stojí v obci Proseč u Kališť, v okrese Pelhřimov, za domem čp. 13. Je chráněna jako kulturní památka České republiky.

## Historie
Kdy přesně tvrz vznikla, není známo. Na základě rozboru architektonických detailů se dá usoudit, že vznikla ve 14. století a snad sloužila jako sídlo bratrů Ondřeje, Hrocha a Beneše z Proseče, připomínaných k roku 1391, kdy prodali majetek v Blikově Lhotě Václavu z Lukeho. V září 1415 se pak objevují Jaroš a Jan z Proseče, kteří přidali své pečetě na stížní list proti upálení Mistra Jana Husa, a k roku 1440 Bohuněk z Proseče (naposledy zmiňován roku 1442), jenž je podepsán na sjezdu krajů. Snad ještě v 15. století došlo k prodeji statku majitelům panství Lhotice. Další osudy nejsou známy, zřejmě zanikla ještě před rokem 1543, kdy je poprvé uváděna obec Proseč a to jako majetek Trčků z Lípy. Za zánikem tvrze zřejmě stojí ztráta hospodářské funkce, kterou zastávala při prodeji lhotického panství majitelům Lipnice okolo roku 1500, a s tím spojeného rozebírání místními obyvateli jako snadný zdroj stavebního materiálu. K zániku nemalou měrou pomohl i požár, jak naznačují stopy zakouření a žáru ve zbytcích tvrze. Na záchraně zbytků tvrze se podílela společnost Castrum o.p.s.

## Popis
Jednalo se o věžovitý typ tvrze, z níž se do současnosti dochovalo torzo přízemí. Do věže se vcházelo ze západu, kde je dodnes vchod. Na východní straně se pak dochovalo okénko se zbytkem ostění. Okolí stavby je dnes zcela změněno, takže jakékoliv stopy po další zástavbě či opevnění nejsou patrné.